# Вибачте, але ситуація зобов'язує
«Вибачте, але становище зобов'язує» (англ. Pardon My Berth Marks) — американська короткометражна кінокомедія Жуля Вайта 1940 року з Бастером Кітоном в головній ролі.

## Сюжет
Бастер служить кур'єром в газеті і мріє стати журналістом. І йому випадає шанс проявити себе.

## У ролях
- Бастер Кітон — Елмер
- Дороті Епплбі — Мері Кріссман
- Вернон Дент — редактор газети
- Річард Фіске — рекетир
- Нед Глесс — чоловік на вокзалі
- Лінтон Брент — прихвостень
- Стенлі Браун — репортер
- Бад Джеймісон — кондуктор
- Єва МакКензі — Ма